# 警隊

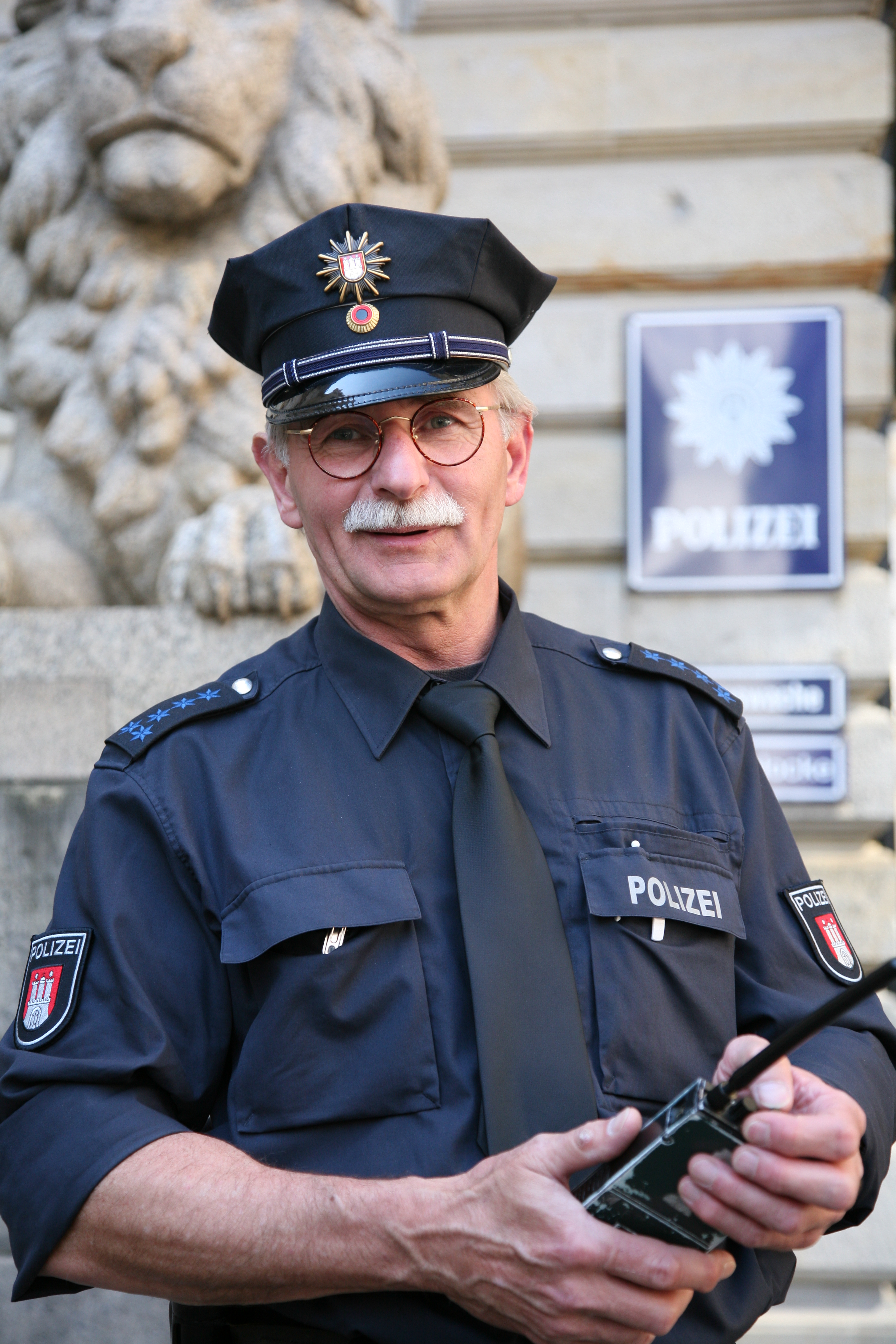
德国汉堡的警察

警队，也称为警察部队或警察机构，是由国家授权，承担预防犯罪、执法、维护公共安全、保护公民人身和财产安全等任务的重要机构，通常隶属于各国或地区的内政或保安部门。这些机构的执法人员通常被称为警察，他们拥有国家授予的合法权力，如逮捕和适当使用武力。

## 历史
现代警察制度的起源可以追溯到1667年法国路易十四时期，当时便已建立了警察制度；而英国的警察制度则始于1829年，由时任内政大臣罗伯特·皮尔提出的《警察法案》（Police Bill）。该法案经英國議會通过后，于同年6月26日获得國王喬治四世的批准。经过数月的筹备，一支戴着皮帽、身穿藏青色燕尾服、皮鞋及皮绑腿的准军事化人员，终于在9月29日首次出现在伦敦街头，这标志着伦敦警察厅的现代化首次亮相。
英国伦敦警察厅是全球第一个以现代警察制度维护治安的城市警察部门，而香港警务处则是全亚洲首个现代警察机构。如今，警队在现代社会中已成为不可或缺的一部分。

## 军事
大部分地区的警察部队与军队分立，各自负责不同的职能。然而，在法国和中华人民共和国等地，除了警队外，宪兵或国家宪兵也会负责处理或协助治安事务。部分国家如冰岛和巴拿马，无军队或无军队指挥权时，警队成为政府或政权唯一可直接调度的武装部队。

## 种类
世界各国的警队一般分为巡逻警察和刑事警察两大系统，除此之外还有：
- 交通警察
- 鐵路警察
- 保安警察
- 司法警察
- 義勇警察
- 輔助警察
- 防暴警察
- 特種警察
- 網路警察
- 秘密警察
- 宗教警察
- 監獄警察
- 軍事警察

## 争议
警察滥用职权的问题在全球各地时有发生，包括过度使用武力、滥施暴力、针对特定群体的种族歧视、非法搜查以及无正当程序的拘捕等行为。这种滥权行为不仅损害了警方的公信力，也引发了公众对警察系统的强烈不满，进而激起抗议活动和社会动荡。在某些国家，警队与政界的腐败关系更使得执法不公成为常态，警察被视为服务于既得利益集团的工具，比如被独裁者用作镇压异议。此外，部分地区存在秘密警察和宗教警察。

## 各地警队

### 中華民國
中華民國的中央政府設內政部警政署，統轄全國所有警察行政、人事、教育等各項業務。各縣市設有警察局，人口較多的鄉鎮市區設有警察分局，分局之下又設有派出所、分駐所。依警察勤務。條例第三條規定，警察勤務之實施，應晝夜執行，普及轄區，並以行政警察為中心，其他各種警察配合之。另外設有各類專業警察（刑事警察、保安警察、交通警察、鐵路警察、航空警察、港務警察、外事警察等），就現行制度而言除專業警察外，其餘皆為行政警察。另外海洋委員會海巡署艦隊分署（原保安警察第七總隊所改制）亦是屬於警政機構，負責海洋巡防，目前該署約有警察7萬名。警察機關除了一般公部門有的政風單位外，另有督察單位負責督導。
另外，司法院及法務部所屬機關亦有隸屬之法警，工作性質上分，院方負責輔助法官審判之司法警察事務，檢方負責輔助檢察官犯罪偵查之司法警察事務，大約負責細項如下：
1. 法院法警：辦理值庭、候審戒護、具保責付、協助民事強制執行、送達、拘提、同行、搜索、扣押、解送人犯、警衛、夜間值班及有關司法警察事務及其他長官交辦之事項。
2. 檢察署法警：關於訴訟文書之送達、人犯之押提及具保、責付手續之辦理；值庭、拘提、搜索、扣押、調查及通緝犯之查緝；關於值勤（須輪值夜間勤務）、警衛及安全之防護及其他有關法警事務或長官交辦事項等。

### PRC

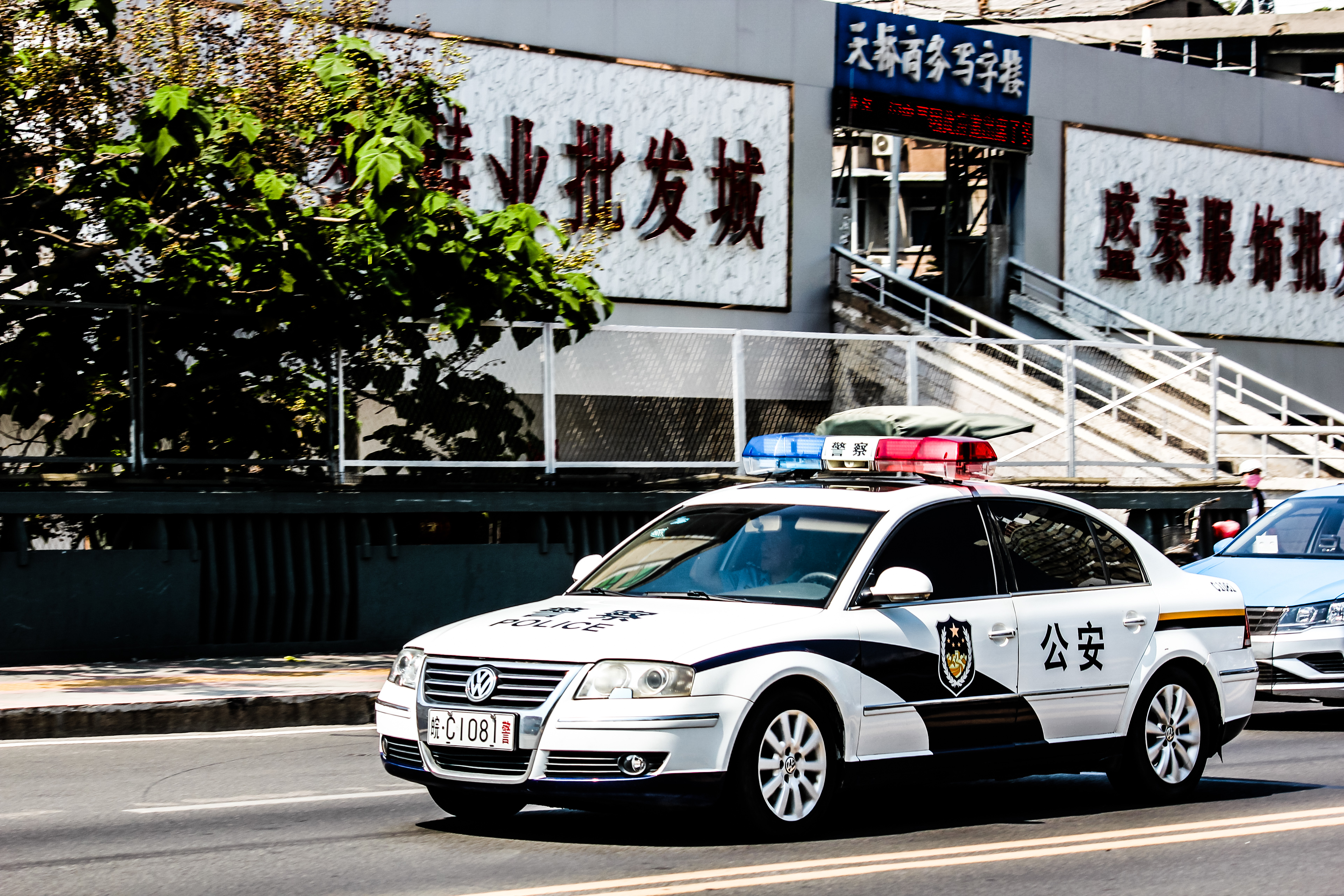
中華人民共和國安徽省蚌埠市公安局的警车

### 中华人民共和国
中華人民共和國人民警察分为公安机关人民警察（包括治安、户籍、刑侦、交通等）、国家安全机关人民警察、司法行政机关人民警察以及人民法院、人民检察院司法警察等五大类。人民警察是国家公务员，实行总警监、警监、警督、警司、警员五等十三级警衔制度，服装以藏黑为主色调，接受中共政法委员会的领导和管理。

#### 公安和警察
1927年，中华民国政府为强调维持公共安全，曾短暂地改“警察局”为“公安局”。该词来源于日本明治维新时期的日式汉语“公安”。中共政权为了与民国的“警察局”区分，亦称“公安局”，并沿用至今。
在中国大陆，“人民警察”是指执法人员的身份，而“公安”或“警方”是指特定的政府机构，即公安机关。

### 香港
香港警務處於1844年5月1日成立，現隸屬於香港特別行政區政府保安局，為編制最龐大的香港政府部門及紀律部隊，為世界之次及亞洲首個以現代警察制度運作的警察機關。香港警務處是香港政府的「最後可依賴力量」（Agency of Last Resort），於香港境內外全天候為香港社會服務，為香港治安及社會穩定奠定基礎。
現任警務處處長為周一鳴，領導正規（至2021年5月31日：32,988名）、輔助警察（4,500名）和文職（包括交通督導員在內4,720名）合共近38,000名人員，編制及形成之警民比例均為世界上規模最龐大及首幾位。憑藉維持香港為世界上其中一座罪案率為最低度以及高度的破案率的城市，香港警務處於1960年代起被國際刑警組織及國際評定及評價為「亞洲最佳」（Asia's Finest），世界上最專業及優秀的警察機構之一，但近年也引發了不少爭議，導致聲譽受損。

### JAP

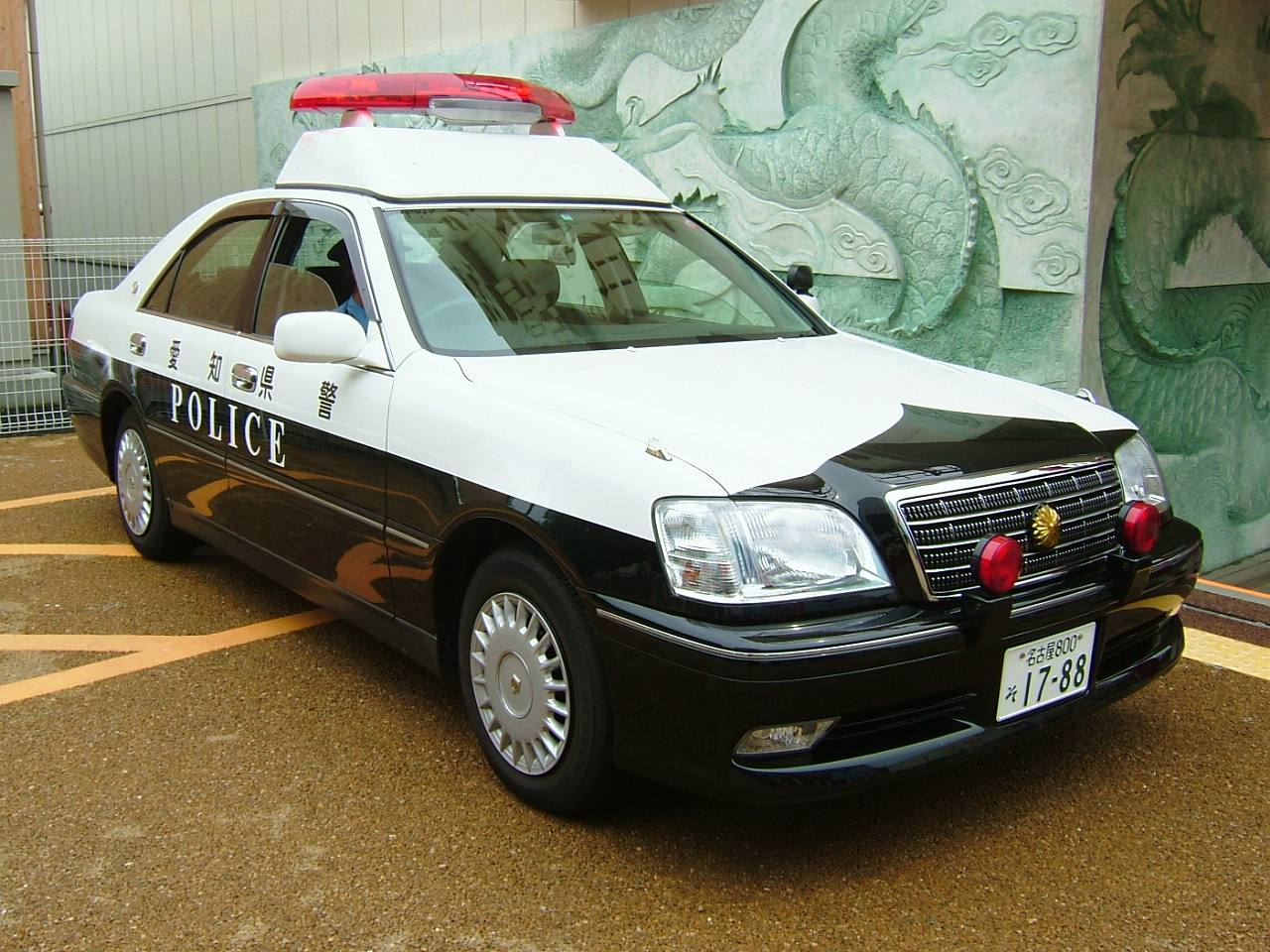
日本爱知县的警車

### 澳門
澳門特別行政區有兩大警察體系，分別為司法警察局和治安警察局，互不隸屬，於澳門回歸後，由警察總局統一協調及指揮。及後出現法務警察，主要協助法院追捕逃犯，以及進行法庭保安工作。由於入職條件過低以及不用訓練卻可以配槍，不被市民看重。司法警察源自葡萄牙司法警察體系，實為華人社會通稱的刑事警察。反洗錢、打擊資訊犯罪及反恐等皆屬司法警察之責任，該局與國際刑警有緊密聯繫。治安警察的主要责任為維持社會治安、指揮交通、出入境管理及保護要人等等。

### 日本
日本警察的主管機關為警察廳，由內閣機關之一的國家公安委員會管轄；在關東、中部、近畿、九州及四國設有管區警察局。東京都設警視廳，各地方政府（道、府、縣）則設置警察本部。警視廳或警察本部下設有警署，警署之下設有交番。日本警察的主要勤務有刑事、交通、生活安全及警備4種。

### 俄羅斯
俄罗斯警察的主管机构为俄罗斯联邦内务部。设部长1名，第一副部长1名，副部长3名（分别主管刑事警察部门、治安警察部门、北高加索地区反恐行动指挥部），下设15个司：行政司、国家保护财产司、干部司、交通管理司、非开放地区和重要设施治安管理司、交通治安司、治安司、打击有组织犯罪和反恐怖司、内部安全司、后勤司、刑事侦查司、经济安全司、组织监察司、法制司、财务司。
内务部还设有预审委员会、内卫部队总司令部等相对独立的机构，以及总信息分析中心、行动侦察局、特种技术措施局、打击高科技领域犯罪局（K局）、国际刑警组织俄罗斯国家中心局、刑事鉴定中心等直属机构。
此外，俄罗斯联邦移民局名义上归内务部领导，实际上是独立的联邦机构，其机关设局长1名（由总统根据总理的提名任免，向内务部长负责）、第一副局长1名、副局长5名，下设13个局：移民监察局、法律保障和国际合作局、总务局、动员工作局、国籍工作局、签证和登记工作局、护照工作和居民登记局、涉外劳务工作局、财务局、后勤和被迫移民工作局、信息资源局、组织分析局、危机处置局。

### 美国
美国警察主要分為联邦、州和市县三级，联邦和各州的警察分别行使联邦和州所赋予的警察权力。州以下的警察的权力則由各州自行决定，除了联邦警察外，州警察、城市警察和县警察及私人保安与联邦政府没有任何的從屬上下关系，乃是直接由地方政府所领导。
美國共有18,000多个警察机构，3,088个县警察部门，13,578个市警察机构，49个州警察机构（夏威夷外），50个联邦执法机构，1,626个特殊警察部门（管辖权力限制於如公园、交通、机场及學校等，當中包括美國公園警察及美国国会警察等）。美国共有920,000名人員，警民比例为3.25‰，与总面积比例为10名警察/100平方公里。其中，660,000名正规警察，260,000名文职人员，从警察局的人数和规模来看，大多数警察部门平均不逾100人，有800多个警察部门仅有1至2名正规警察，只有38个警察部门人数逾1,000人。

### 马来西亚
马来西亚皇家警察是马来西亚的执法及治安单位，工作覆盖范围包括交通管制、犯罪调查以及镇暴等，一般的调查工作由警长指挥。皇家警察总部位于吉隆坡武吉阿曼警察总部，全国警察总长为拿督斯裡阿都哈密。
皇家警察是由馬來西亞内政部直接管轄。而在實際運作方面，皇家警察除了擁有本身的普通行動部隊執行常規巡邏任務外，也訓練志願警衛團、機場輔助警察、學生警察和警察之友做出社區治安的配合。而在國際運作上，皇家警察與國際刑警組織長期進行合作及情報交流，特别是馬來西亞四個鄰國的警衛部門：印尼國家警察、汶萊皇家警察、泰國皇家警察和新加坡警察。
皇家警察的最高领导者为全国警察总长，其次为副全国警察总长，传统上这两个职位者都拥有丹斯里头衔。目前皇家警察共分8个部门，分别为刑事调查部、毒品罪案调查部、国家内部安全与公共秩序部、商业罪案调查部，政治部、反恐特别行动部、行政部和后勤部，所有部门都是由警阶为警察总监的8名高级警官领导，俗称警队八大天王，一般上这8名高级警官都拥有拿督斯里或拿督的头衔。
- 行政部（行政處、福利組、訓練組、研究與發展）、援助組、禮議組、指揮營組、大馬皇家警察體育協會）
- 後勤部（鑑證／管理組、通訊組、資訊工藝組、運輸組、財政組、技術所得組、軍火組、普通所得組、建築物組、銷毀／儲存／鑑定／報銷組）
- 刑事調查部（行政處、刑事登記中心、監督調查報告組、秘密調查組、主控／法律組、技術援助組、取締非法組織／肅賭與反風化組、研究／策劃組、特别調查组（重案组）、科學鑑證組、婦女與兒童事務組、國際刑警）
- 毒品罪案调查部（特别调查组、协调／国际关系组、行政处、扣留组、充公财产组、审问组、专家／技术援助组、监督组、登记处、后勤组、海关组）
- 国家内部安全与公共秩序部（秘书处、行政处、发展／供给组、行动组、无线电巡逻队、联邦后备部队、骑警组、普通行动部队、特别行动部队、交通警察组、水警行动部队、飞行组、大马控制中心）
- 商业罪案调查部（洗黑钱调查组、会计剖析调查组、金融调查组、企业调查组、其他伪造调查组、电子与多媒体调查组、行动与技术援助组、行政与国际协调组、研究与秘密调查组、监督调查报告组、法律与诉讼组、商业刑事调查组）
- 政治部或稱特别事務部（分析組／秘書處、技術情報、社會情報、外交情報、政治情報、經濟情報、安全情報、行政處）